# Lycaste dyeriana
Lycaste dyeriana là một loài thực vật có hoa trong họ Lan. Loài này được Sander ex Rolfe mô tả khoa học đầu tiên năm 1898.